# 6077 Messner
6077 Messner este un asteroid din centura principală de asteroizi.

## Descriere
6077 Messner este un asteroid din centura principală de asteroizi. A fost descoperit pe 3 octombrie 1980 la Observatorul Kleť de Zdeňka Vávrová. Asteroidul prezintă o orbită caracterizată de o semiaxă mare de 2,79 ua, o excentricitate de 0,11 și o înclinație de 4,3° în raport cu ecliptica.